# ジャナンドレア・ドーリア

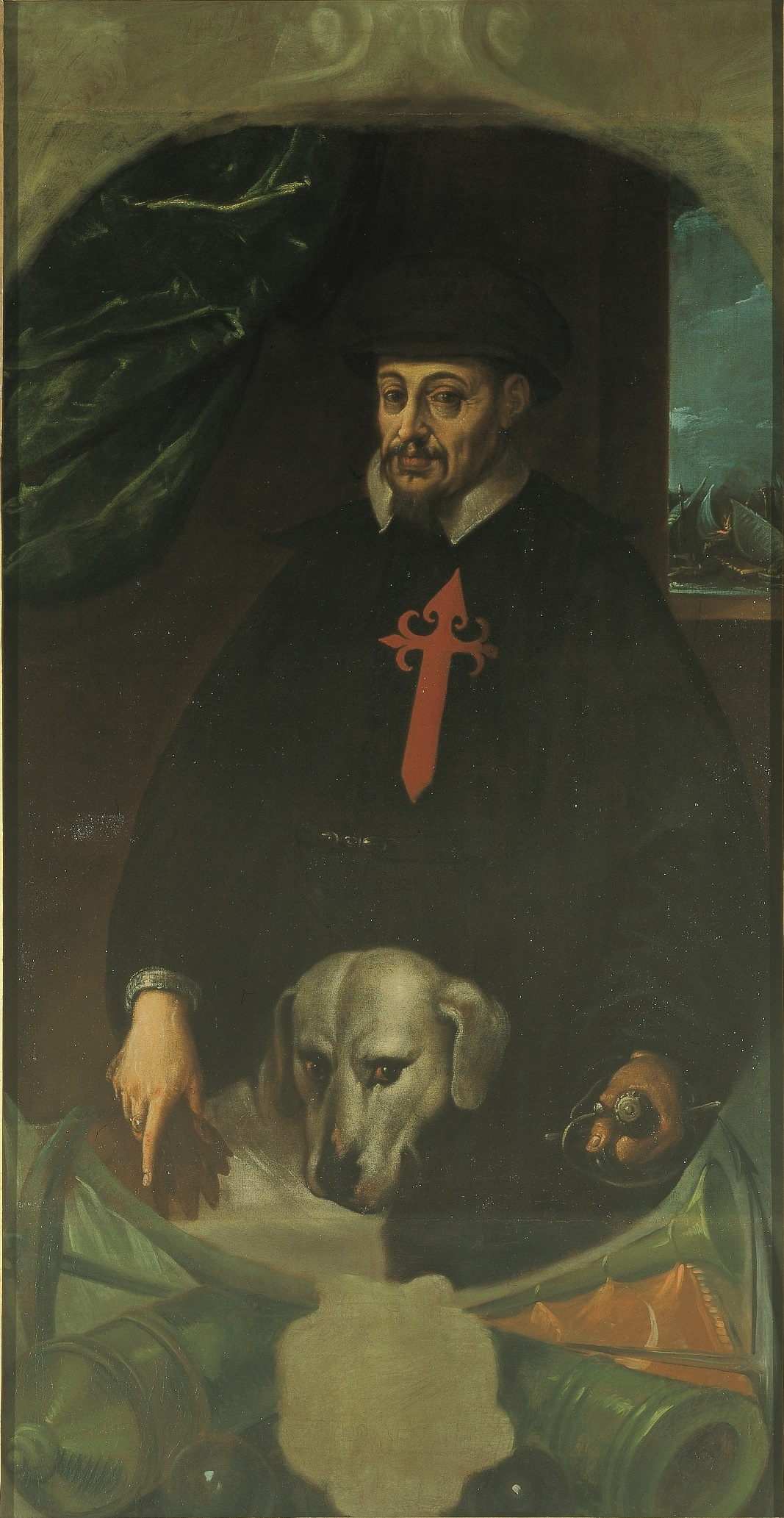
ジャナンドレア・ドーリア

ジャナンドレア・ドーリア（Gianandrea Doria、1539年 - 1606年2月2日）もしくはジョバンニ・アンドレア・ドーリア（Giovanni Andrea Doria）は、ジェノヴァ人の海軍提督、貴族。
ジャンネッティーノ・ドーリア (Giannettino Doria) とジネッタ・チェントゥリオーネ（Ginetta Centurione）の間に生まれた。1547年、フィエスキの陰謀により父が死亡、大伯父アンドレア・ドーリアの後継者と見なされるようになった。当初結果を残せなかったものの、1560年のジェルバ島の戦いで戦果をあげ、同年アンドレア・ドーリアが没したことで後継者としての地位を固めた。1571年10月7日のレパントの海戦では神聖同盟艦隊右翼の指揮官を務めたが、ジェノヴァ艦隊の多くはドーリア家の船であったため過度に慎重になり、対手であるウルチュ・アリの艦隊に中央の裏を突かれる危機を招いた。この危機は友軍により脱したが、ジャナンドレアに大伯父程の技量が無く、機動も遅く戦意に欠けることが明らかになった。
戦後は、ジェノヴァ共和国の政治に関与し、アンドレア・ドーリアの名声の影響でパトリス・パトリアエ（祖国の父）の称号を得たが、称号が表す通りの支配者ではなく党派の首領として貴族間の内戦に巻き込まれることとなった。この他メルフィ公爵、トゥルシ侯爵、ロアーノ伯爵等の称号を帯びた。